# Commelina modesta
Commelina modesta är en himmelsblomsväxtart som beskrevs av Anna Amelia Obermeyer. Commelina modesta ingår i släktet himmelsblommor, och familjen himmelsblomsväxter. Inga underarter finns listade.